# David Soares
David Soares (15 juli 1995) is een Luxemburgs voetballer die speelt als middenvelder bij de Luxemburgse club Jeunesse Esch.

## Carrière
Soares speelde bij de jeugd van Jeunesse Esch en maakte in 2014 ook bij deze club zijn profdebuut.
1 Sommer ·
2 Mendes ·
3 C. de Sousa ·
4 Todorović  ·
5 Meddour ·
6 Fiorani ·
7 Klica ·
8 Duriatti ·
10 Deidda ·
11 Makota ·
12 Ivesic ·
14 Menessou ·
16 Kyereh ·
17 D. de Sousa ·
18 Lapierre ·
19 Rosa ·
20 D. Soares ·
21 Arslan ·
22 C. Soares ·
23 Steinbach ·
24 Kouamé ·
25 Brito ·
26 Fox ·
Boakye ·
Coach: Tosi